# Нилд, Алан
Алан Эдгар Нилд (англ. Alan Edgar Nield, 1895, Йорк — ?) — английский, австралийский и новозеландский шахматист и адвокат.

## Биография
Родился в Англии в семье сэра Герберта Нилда (Herbert Nield) и Мэйбл Оуэн Кори-Райт (Mabel Owen Cory-Wright). Герберт Нилд занимал должность регистратора в Йорке.
С 1913 года жил в Австралии. В августе 1915 года был призван в Австралийские имперские силы. Участвовал в Первой мировой войне. Служил в Египте и во Франции. В 1917 году был демобилизован по состоянию здоровья (нервный срыв).
С июня 1918 года жил в Сиднее. Окончил школу права Сиднейского университета. Работал на должностях дипломированного бухгалтера и корпоративного секретаря. В 1924 году был принят в Австралийскую коллегию адвокатов в ранге барристера. В 1933 году получил ранг солиситора.
Позже работал в Новой Зеландии (жил в Окленде).
В начале 1950-х годов вернулся в Англию.

## Шахматная деятельность
В 1913—1915 годах выиграл несколько местных турниров в Перте. После возвращения с войны выиграл матч у Р. Вудмана за звание чемпиона штата Западная Австралия (3½ : ½). В 1926 году участвовал в матче по переписке Виктория — Новый Южный Уэльс (сыграл вничью с Г. Гундерсеном).
Главного спортивного успеха добился в Новой Зеландии, где ему удалось стать чемпионом страны. Он выиграл чемпионат Новой Зеландии 1948/49 годах, проходивший в Вангануи.
О шахматной деятельности после возвращения в Англию известно, что Нилд участвовал в побочных соревнованиях турниров в Богнор-Риджисе (1953 и 1965 годах).